# Automotrice FART/SSIF ABe 4/6

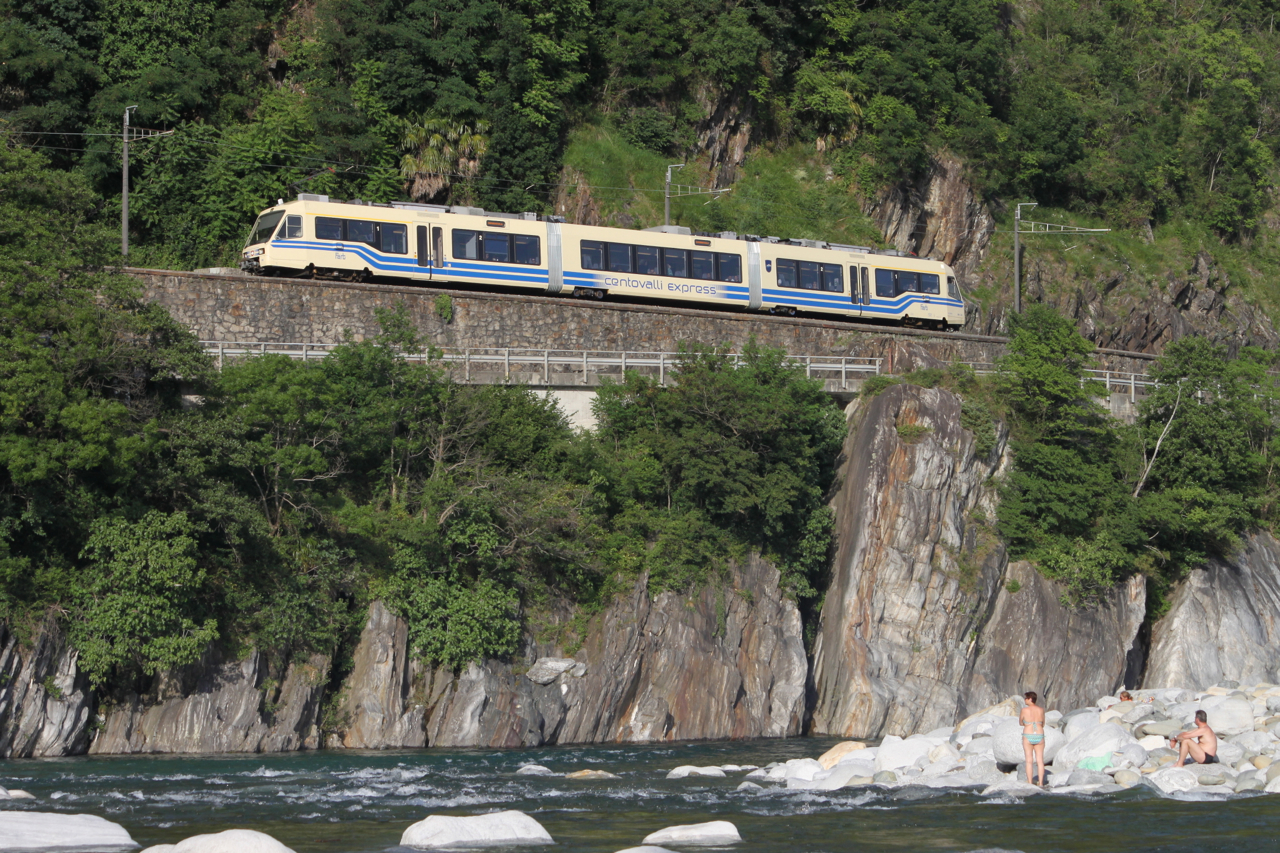
Rame FART ABe 4/8 46 entre Locarno (San Martino) et Ponte Brolla

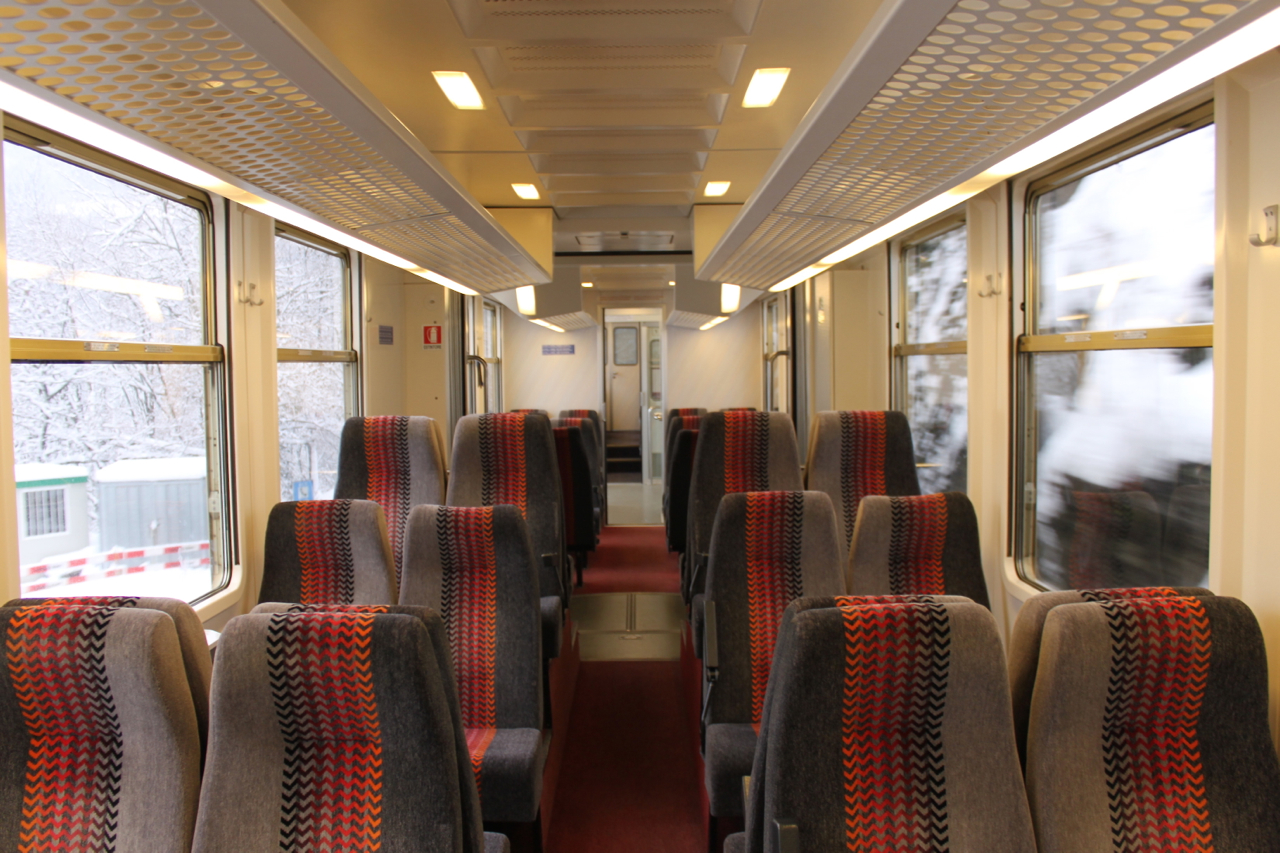
Vue de la zone centrale surbaissée de 2e classe d'une rame FART ABe 4/6

L'automotrice ABe 4/6 est une rame ferroviaire articulée électrique à voie métrique en service sur la Ligne de chemin de fer Domodossola-Locarno exploitée conjointement par les compagnies italienne Società Subalpina di Imprese Ferroviarie - SSIF et suisse Ferrovie Autolinee Regionali Ticinesi - FART.

## Histoire
À la fin des années 1980, le nombre croissant d'usagers (et de touristes durant la saison estivale) a incité la compagnie suisse Ferrovie Autolinee Regionali Ticinesi (FART) à envisager le renouvellement de sa flotte en service sur la ligne ferroviaire Locarno-Domodossola, dont certaines automotrices dataient du début des années 1900. Profitant du 7e crédit-cadre fédéral du projet suisse Ferrovia 2000, la compagnie suisse FART a commandé au constructeur Vevey 6 rames automotrices électriques type ABe 4/6 destinées au trafic international et financées à 60% par la Confédération et à 40% par le canton du Tessin. 2 rames supplémentaires ont été commandées par FART, l'une destinée au trafic régional et local financée, (comme tous les trains en Suisse), à 31% par la Confédération et 69% par le Canton, et l'autre, comme rame de réserve. Pour leur aménagement intérieur, FART a décidé d'équiper les 2 dernières unités en 1re classe uniquement. La rame FART ABe 4/6 N° 51 a été détruite dans un incendie le 15 janvier 2009.
La Società Subalpina di Imprese Ferroviarie (SSIF), société correspondante de FART coté italien, a également commandé 4 rames électriques ABe 4/6 en configuration 1re et 2e classe.

## Caractéristiques techniques
Les Ae 4/6 et ABe 4/6 sont des rames automotrices articulées bi-caisses avec un plancher surbaissé en partie centrale. La rame n'a pas de bogie Jakobs, mais un bogie non motorisé sous une des deux voitures. Les deux bogies moteurs sont situés sous l'habitacle surélevé derrière les cabines de conduite.
Les rames ABe 4/6 ont été conçues pour combiner une utilisation pour le transport local régulier mais aussi le trafic touristique l'été. Les rames sont constituées de deux caisses articulées en acier avec un plancher surbaissé au centre de la rame et sont équipées de fenêtres ouvrantes. Les aménagements intérieurs ne diffèrent pas entre la 1re et la 2e classe à l'exception de la sellerie et de la disposition des sièges. Le sol est recouvert d'un revêtement antidérapant dans les vestibules et de moquette dans les voitures.
Les bogies moteurs sont basés sur le système ferroviaire modulaire SIG. Le bogie porteur, dérivé de celui monté sur les véhicules Be 4/8 731-742 de Bernmobil, est décalé de 1 750 mm par rapport au point de jonction des deux caisses de manière à permettre de maintenir le même niveau de la circulation dans toute la partie de plancher surbaissé.
Les rames sont construites avec une disposition des essieux Bo' 2' 2' Bo'.

## Conversion des rames FART

### Rames FART Ae 57 & 58 en ABe 57 & 58
Les 2 rames Ae 4/6 57 et 58 ont été commandées avec un aménagement uniquement en 1re classe. Le taux de remplissage de ces rames FART étant très faible, à cause du manque de sièges de 2e classe, ce type d'aménagement est rapidement devenu un inconvénient, c'est pourquoi FART a fait modifier ces rames pour uniformiser son parc en les convertissant en ABe 4/6 en 2011.

### Rames FART ABe 4/6 55-58 en ABe 4/8 45-48
En 2009, la compagnie suisse FART ne disposant pas de matériel roulant suffisant pour couvrir la demande croissante, a décidé de faire transformer les 4 rames 4/6 no 55-58 pour leur adjoindre une voiture supplémentaire au centre de la rame articulée. Après un appel d'offres et une mise au point technique, le constructeur Bombardier a été retenu et les travaux de reconditionnement complet des rames ont débuté dans ses ateliers de Villeneuve, dans le canton de Vaud, en décembre 2010.
Les changements ont concerné la modification des motrices, pour les rendre parfaitement identiques et symétriques pour insérer une voiture intermédiaire avec plus de 30 sièges. Le nombre de places proposées s'élèvera au total à 119. Les rames ont également été équipés d'améliorations en matière de confort : climatisation (une première pour FART), nouvelles finitions intérieures avec prises pour les ordinateurs portables mais uniquement en 1re classe. Cette augmentation de capacité était également due à l'impérieuse nécessité de compenser la perte de la rame ABe 4/6 51, entièrement détruite lors d'un incendie. Réservés au trajet international, le service assuré par les 4 rames modifiées a été rebaptisé « Centovalli Express ». Mises en service en septembre 2011, les rames ABe 4/8 45-48 ont dû immédiatement être arrêtées, après que la rame 48 ait fait l'objet de deux rappels, pour des contrôles et lui apporter des modifications de sécurité appropriées par le constructeur à la suite de deux déraillements mettant en cause la structure même de la rame. Les rames ABe 4/8 n'ont été remises en service qu'en mai 2013.
La voiture centrale, non motorisée et sans porte, a permis de porter la capacité des passagers à 119 sièges, dont 31 en 1re classe,

## Utilisation
Les rames ABe 4/6 sont utilisées sur la Ligne de chemin de fer Domodossola-Locarno sur le trajet international et local national par chacune des 2 compagnies.

Les rames ABe 4/8 ne sont utilisées sur cette ligne que par la compagnie suisse FART.

## Accidents
- Le 15 janvier 2009, l'autorail FART ABe 4/6 51 a brûlé près de la gare de Re, vraisemblablement à cause d'un défaut technique. Les dégâts ont été tels que la rame a été mise à la ferraille[12].
- Le 26 avril 2016, les rames 52 et 53 sont entrées en collision frontale près de la gare de Corcapolo, dans la commune d'Intragna dans le district de Locarno. Bien que l'impact se soit produit à faible vitesse, cinq personnes ont été blessées, dont les deux conducteurs du train[13]. La rame FART ABe 52 roulait vers Camedo. La motrice A (coté 1re classe) et la motrice B de la rame FART ABe 53 ont été endommagées[14]. Une nouvelle unité a été formée à partir des parties non impactées des deux rames baptisée FART ABe 4/6 5253. Les parties endommagées ont été réparées dans l'atelier des CFF de Bellinzona. Après leur réparation, les deux motrices ont été assemblées pour reformer une rame baptisée FART ABe 4/6 53. La rame ABe 4/6 5253 a été renumérotée 52[15].

## Tableau récapitulatif des rames ABe 4/6 FART & SSIF
Dès leur mise en service, les 12 rames électromotrices ont été baptisées, comme c'est la coutume pour les deux compagnies ferroviaires, avec un nom local.
| Désignation | Propriétaire | No | Num. EVN         | Nom               | Blason | Radiation | Remarques                                                               |
| ----------- | ------------ | -- | ---------------- | ----------------- | ------ | --------- | ----------------------------------------------------------------------- |
| ABe 4/6     | FART         | 51 |                  | Locarno           |        | 2009      | Incendie                                                                |
| ABe 4/6     | FART         | 52 | 90 85 843 0052-3 | Muralto           |        |           | Motrice A, remplacée par ABe 53 à la suite de l'accident du 14 mai 2016 |
| ABe 4/6     | FART         | 53 | 90 85 843 0053-1 | Ascona            |        |           | Motrice A, remplacée par ABe 53 à la suite de l'accident du 14 mai 2016 |
| ABe 4/6     | FART         | 54 | 90 85 843 0054-9 | Intragna          |        |           |                                                                         |
| ABe 4/6     | FART         | 55 | 90 85 843 0045-7 | Vallemaggia       |        |           | Transformée en 2011                                                     |
| ABe 4/8     | FART         | 45 | 90 85 843 0045-7 | Vallemaggia       |        |           | Transformée en 2011                                                     |
| ABe 4/6     | FART         | 56 | 90 85 843 0046-5 | Lago Maggiore     |        |           | Transformée en 2011                                                     |
| ABe 4/8     | FART         | 46 | 90 85 843 0046-5 | Lago Maggiore     |        |           | Transformée en 2011                                                     |
| Ae 4/6      | FART         | 57 | 90 85 843 0047-3 | Berna             |        |           | Transformée en 2011                                                     |
| ABe 4/8     | FART         | 47 | 90 85 843 0047-3 | Berna             |        |           | Transformée en 2011                                                     |
| Ae 4/6      | FART         | 58 | 90 85 843 0048-1 | Losanna           |        |           | Transformée en 2011                                                     |
| ABe 4/8     | FART         | 48 | 90 85 843 0048-1 | Losanna           |        |           | Transformée en 2011                                                     |
| ABe 4/6     | SSIF         | 61 | 94 83 4460 061-4 | S. Maria Maggiore |        |           |                                                                         |
| ABe 4/6     | SSIF         | 62 | 94 83 4460 062-2 | Re                |        |           |                                                                         |
| ABe 4/6     | SSIF         | 63 | 94 83 4460 063-0 | Malesco           |        |           |                                                                         |
| ABe 4/6     | SSIF         | 64 | 94 83 4460 064-8 | Druogno           |        |           |                                                                         |